# Кашковар Костянтин Ігорович
Костянти́н І́горович Кашкова́р (16 жовтня 1990, Бурбулатове, Близнюківський район, Харківська область — 20 листопада 2022) — головний сержант Збройних сил України, учасник російсько-української війни, відзначився у ході російського вторгнення в Україну. командир танка 1 танкового взводу 2 танкової роти танкового батальйону військової частини А 1376.

## Життєпис
Костянтин Кашковар народився 16 жовтня 1990 року в селі Бурбулатове Близнюківської селищної територіальної громади. З початком повномасштабного російського вторгнення в Україну був мобілізований та перебував на передовій, обіймав посаду командира танка 1-го танкового взводу 2-ї танкової роти танкового батальйону (військова частина А1376). 19 березня 2022 року був нагороджений орденом «За мужність» II ступеня — за особисту мужність і самовіддані дії, виявлені у захисті державного суверенітету та територіальної цілісності України, вірність військовій присязі. Загинув 20 листопада 2022 року в боях поблизу Бахмута на Донеччині.

## Родина
У загиблого залишилися батьки, дружина та син.

## Нагороди та вшанування
- орден «За мужність» I ступеня (2023, посмертно) — за особисту мужність, виявлену у захисті державного суверенітету та територіальної цілісності України, самовіддане виконання військового обов'язку[6]
- орден «За мужність» II ступеня (2022) — за особисту мужність і самовіддані дії, виявлені у захисті державного суверенітету та територіальної цілісності України, вірність військовій присязі[7][8].
- орден «За мужність» III ступеня (2018) — за особисту мужність і самовіддані дії, виявлені у захисті державного суверенітету та територіальної цілісності України[9].